# Mniszek (powiat radomski)
Mniszek – wieś w Polsce położona w województwie mazowieckim, w powiecie radomskim, w gminie Wolanów. Ma status sołectwa.
Miejscowość przy drodze krajowej nr 12 Radom – Piotrków Trybunalski, na przecięciu drogi bitej (nr 12) z drogą żelazną (dwutorowa linia kolejowa Radom-Łódź). Około 20 km na zachód od Radomia. Położona nad Szabasówką przy ujściu do Jeziora Domaniowskiego (Radomka).
W latach 1954–1972 wieś należała i była siedzibą władz gromady Mniszek. W latach 1975–1998 miejscowość administracyjnie należała do województwa radomskiego.
Wieś jest siedzibą rzymskokatolickiej parafii św. Jana Chrzciciela i św. Stanisława Kostki.

## Części miejscowości
| SIMC    | Nazwa    | Rodzaj    |
| ------- | -------- | --------- |
| 0641495 | Branica  | część wsi |
| 0641489 | Karszewo | część wsi |
| 0641503 | Podbór   | część wsi |
| 0641510 | Podulek  | część wsi |

## Historia
Wieś notowana w XV wieku, początkowo własność szlachecka następnie w latach 1374–1408 klasztoru świętokrzyskiego, od 1462 r. klasztoru wąchockiego Cystersów. Tak też w ostatniej ćwierci połowie XVI wieku, aż do czasów kasaty klasztoru w roku 1819.

## Zabytki
Zabytki – kościół parafialny św. Jana Chrzciciela z XIX wieku z elementami z początku XVII wieku, kolumna przydrożna z 1609. Obecny kościół wystawił z drzewa w 1630 ks. Andrzej Gładysz przeor wąchocki. W 1879 parafia Mniszek należała do dekanatu radomskiego. Obecnie parafia należy do dekanatu przysuskiego, diecezji radomskiej.
Do rejestru zabytków nieruchomych województwa wpisano: kościół parafialny pw. św. Jana Chrzciciela z roku 1865 wraz z kaplicą św. Józefa datowaną na lata 1665–1667, numer rejestru 460/A z 29 lipca 1991(dts).